# Meir Kahane
Me'ir David ha-Kohen Kahane (hebrejsky מאיר דוד הכהן כהנא‎, rodným jménem Martin David Kahane; 1. srpna 1932 Brooklyn – 5. listopadu 1990 Manhattan) byl izraelský ortodoxní rabín amerického původu, spisovatel a ultranacionalistický politik, který byl jedno volební období poslancem Knesetu. Byl spoluzakladatelem Židovské obranné ligy a zakladatelem izraelské politické strany Kach. Zastával vyhraněné názory proti antisemitismu.
V listopadu 1990 byl zavražděn v newyorském hotelu americkým občanem egyptského původu. Jeho názory dodnes ovlivňuje militantní a krajně pravicové politické skupiny působící v Izraeli.

## Biografie
Narodil se ve čtvrti Brooklyn v New Yorku ve Spojených státech. Vystudoval náboženskou střední školu a ješivu, získal osvědčení pro výkon profese rabína. Studoval dále historii a politologii na Brooklyn College, mezinárodní vztahy na New York University a právo na New York Law School. V roce 1971 přesídlil do Izraele.

## Politická dráha
V letech 1946–1951 byl aktivní v mládežnickém hnutí Bejtar, v letech 1952–1954 to bylo hnutí Bnej Akiva. V letech 1958–1960 působil jako rabín v Howard Beach v Queensu. V letech 1962–1969 vydával židovský list Jewish Press a roku 1968 založil Židovskou obrannou ligu. Po přesídlení do Izraele pak roku 1974 založil nacionalistickou stranu Kach.
V izraelském parlamentu zasedl po volbách v roce 1984, do nichž šel za Kach. Byl členem výboru pro ekonomické záležitosti a výboru pro imigraci a absorpci. Ve volbách v roce 1988 nekandidoval, protože jeho strana byla vyloučena z voleb na základě rasistických motivů v jejím programu. Kahane byl zavražděn v New Yorku v hotelu Manhattan v roce 1990 arabským útočníkem.